# Симпатичко-адренално-медуларна осовина
Симпатичко-адренално-медуларна осовина (САМ)  која се назива и „напад-бежање“ је прва осовина у  неуроендокринологији која даје одговор на стрес и бројне друге промене у организму. 

## Патофизиологија
Током стреса хипоталамус стимлише емитовање и слање симпатичких импулса према различитим телесним органима. Такође стимулише лучење адреналина, норадреналина и осталих катехоламина у крвни систем. Након јаког стреса, организам је „преплављен“ адреналином и норадреналином, који повећавају ефекте симпатичког узбуђења. Путем повратне везе са хипоталамусом, адреналин повећава излучивање адренокортикотропног хормона и тако одржава повећано узбуђење и хипоталамичко-хипофизна-адренално-кортикалну осовину (HPAC-осовину).
Као одговор на стрес хипоталамус лучи кортикотропни отпуштајући фактор (ЦРФ), који потом стимулише предњи режањ хипофизе која лучи адренокортикотропни хормон (скраћено АЦТХ), β-ендорфин и пролактин. Адренокортикотропни хормон стимулише кору надбубрежне жлезде на појечано лучење глукокортикоида, од којих је за стресни одговор најважнији кортизол. Кортизол даје организму додатне количине енергије тако што повећава концентрацију аминокиселина у крви, излучивање масних киселина и стварање глукозе из некарбохидрата. 
Иако је кортизол врло важан за правилан метаболизам, бројна истраживања показала су да трајно повишен ниво кортизола може довести до:
- смањеног искоришћавања глукозе,
- накупљања масноћа,
- смањене способности памћења и учења,
- оштећења имунолошких функција.[2]

Како данашња истраживања нису доказала долази ли до промена у кортизол-вежућим протеинима и рецепторима за кортизол, стварни утицај растућег кортизола остаје непознат.
Дехидроепиандростерон
Повећањем количине котризола у организму се смањује количина β-ендорфином (скраћено ДХЕА). То настаје као последица дејства хормона прегненолона и прогестерона који учествују у стварању кортизола на штету дехидроепиандростерона.
Дехидроепиандростерон се ствара у кори надбубрежне жлиезде, па га понекад називају „прохормоном” јер суделује у синтези педесет других хормона. Однос кортизол/дехидроепиандростерон је добар биолошки маркер стреса и старења.
β-ендорфин
Уз кортизол се излучује и β-ендорфин, који има аналгетичку функцију у припреми организма за потенцијалну бол или оштеђење/повреду.